# Vrebac vára
Vrebac vára egy középkori várhely Horvátországban, a Lika-Zengg megyei Gospićhoz tartozó Vrebac határában.

## Fekvése
A vár helye Gospićtól keletre, a Likai karsztmezőn fekvő Vrebac központjában, nem messze az őskori Stražbenice lelőhelytől, a „Gradina” nevű helyen, 604 m tengerszint feletti magasságban található. 

## Története
Ivan Kukuljevićnek a 19. század közepétől származó alaprajza a várat kerek toronyként ábrázolja, amelyet két gyűrűs sánc vesz körül. A török kor előtti időkből nincsenek róla írott emlékek. Csak azon erődítmények listájában említik, amelyet 1577-ben a törökök által elfoglalt várakról készítettek. Ebben Barlete várának szomszédjaként említik. Glavinić zenggi püspök 1696-os feljegyzésében azt mondja, hogy egy a Jadova völgye fölé emelkedő magas dombra építették. Stražbenica lelőhely és a középkori várhely között található egy középkori templom maradványa, amely arról tanúskodik, hogy itt volt az egykori Vrebac központja.

## A vár mai állapota
Maradványai ma nem találhatók, mert Vrebac, Pavlovac és Zavođe falvaknak a Nemzeti Felszabadító Hárorúban elesett harcosainak modern emlékműve eltakarja őket.